# Idir
Idir (Zentralatlas-Tamazight ⵉⴷⵉⵔ) ist ein nordafrikanisch-berberischer Vorname mit der Bedeutung „lebendig“ und auch Familienname.

## Namensträger

### Familienname
- Idir (Musiker) (bürgerlich Hamid Cheriet, 1949–2020), algerischer Sänger und Komponist
- Jamel Aït Ben Idir (* 1984), marokkanisch-französischer Fußballspieler
- Mustafa Ait Idir (* 1970), bosnischer Terrorismusverdächtiger

### Vorname
- Idir Ouali (* 1988), französisch-algerischer Fußballspieler